# رایدرز ریپابلیک
رایدرز ریپابلیک (انگلیسی: Riders Republic) یک بازی ورزشی جهان باز ساخته شده توسط یوبی‌سافت می باشد که در ۲۸ اکتبر ۲۰۲۱ برای مایکروسافت ویندوز، پلی‌استیشن ۴، پلی‌استیشن ۵، اکس‌باکس وان، اکس‌باکس سری اکس و سری اس و  گوگل استادیا منتشر شد. این بازی شامل چهار ورزش دوچرخه‌سواری کوهستان، اسنوبردسواری، وینگسوت و اسکی می باشد که قابلیت بازی برخط چندنفره گسترده نیز در آن وجود دارد. هفت مکان اصلی این بازی شامل پارک ملی در غرب ایالات متحده آمریکا می باشد از جمله پارک ملی برایس کنیون، دره یوسیمیتی، پارک ملی سکویا، پارک ملی زایان و پارک ملی کنیون‌لندز می باشد.